# Heinz Karl Fanslau
Heinz Karl Fanslau (ur. 6 czerwca 1909, zm. 10 marca 1987) – zbrodniarz hitlerowski, jeden z najwyższych funkcjonariuszy WVHA (Głównego Urzędu Gospodarczo-Administracyjnego SS) oraz SS-Brigadeführer.

## Życiorys
Urodzony w Bogdańcu (niem. Dühringshof). Członek NSDAP i od lipca 1931 SS. W latach 1932–1934 zajmował się sprawami administracyjnymi SS-Regionu XII (SS-Abschnitt XII), następnie przez krótki okres znajdował się w sztabie Heinricha Himmlera. Od 1934 do 1938 Fanslau kierował administracją w SS-Nadregionach "Nord", "Mitte" i "Elbe". W 1938 był oficerem sztabowym w dziale administracji w sztabie Himmlera, a od 1939 pełnił funkcję inspektora w SS-Verfügungstruppe.
W październiku 1941 rozpoczął pracę w głównych urzędach SS. Początkowo zajmował się sprawami administracyjnymi w SS-Hauptamt, a od 1942 przeszedł do służby w WVHA, gdzie pozostał do końca wojny. Najpierw był szefem Wydziału V (zajmującego się personelem) w Zespole A (Amtsgruppe A), a od 16 września 1943 do 8 maja 1945 był szefem całego Zespołu A. Był współodpowiedzialny za zbrodnie popełnione w hitlerowskich obozach koncentracyjnych.
Fanslau został schwytany przez aliantów i następnie osądzony przez Amerykański Trybunał Wojskowy w Norymberdze w tzw. procesie Pohla. Proces ten dotyczył najwyższych funkcjonariuszy WVHA zamieszanych w zbrodnie popełnione w obozach koncentracyjnych, na czele z szefem urzędu Oswaldem Pohlem. Fanslau skazany został początkowo 3 listopada 1947 na 25 lat pozbawienia wolności, lecz w wyroku uzupełniającym z 11 sierpnia 1948 karę zmniejszono do 20 lat więzienia. Ostatecznie zwolniony został w 1955.